# Evangelische Kirche Malstatt

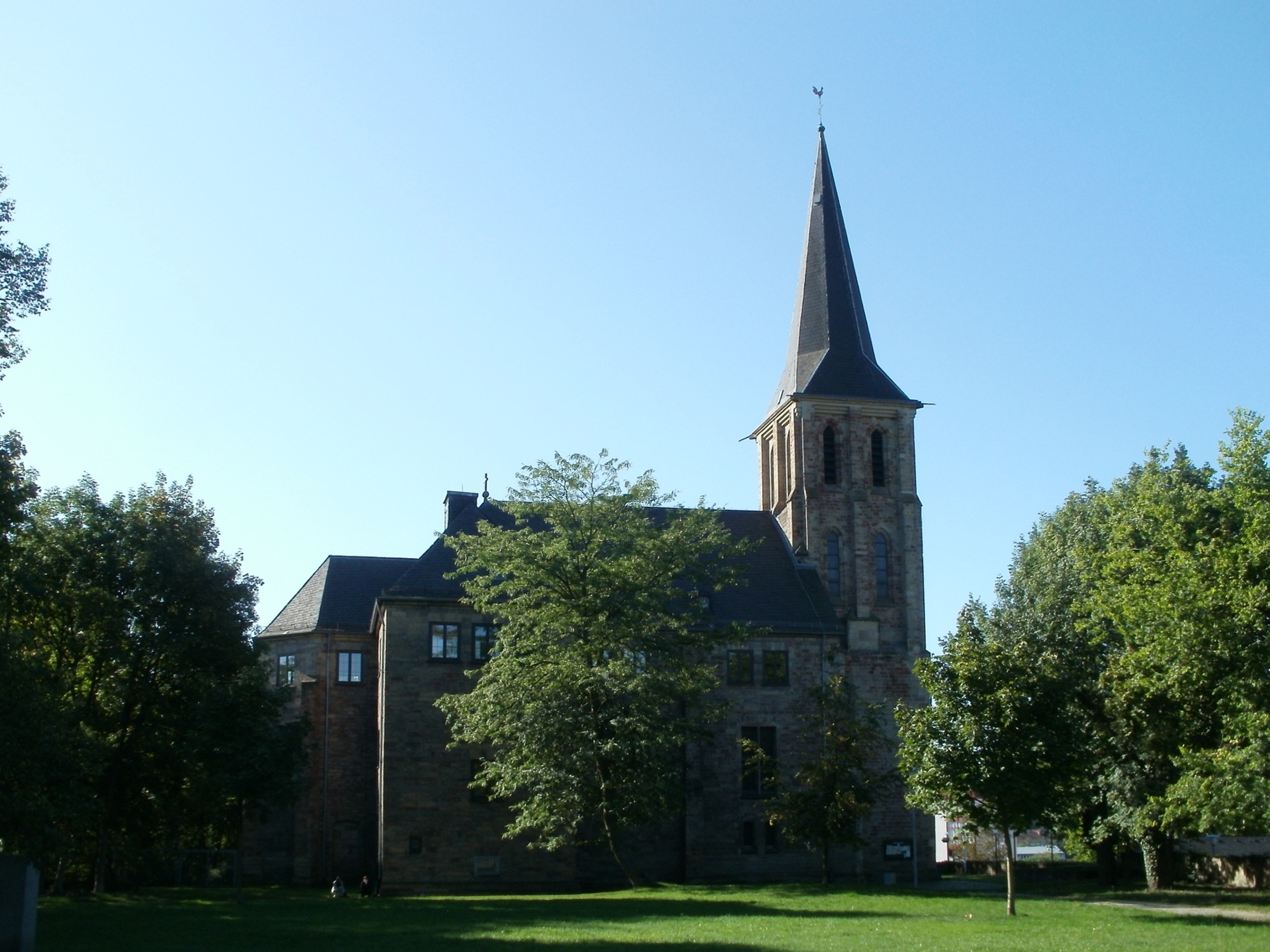
Ansicht von Norden

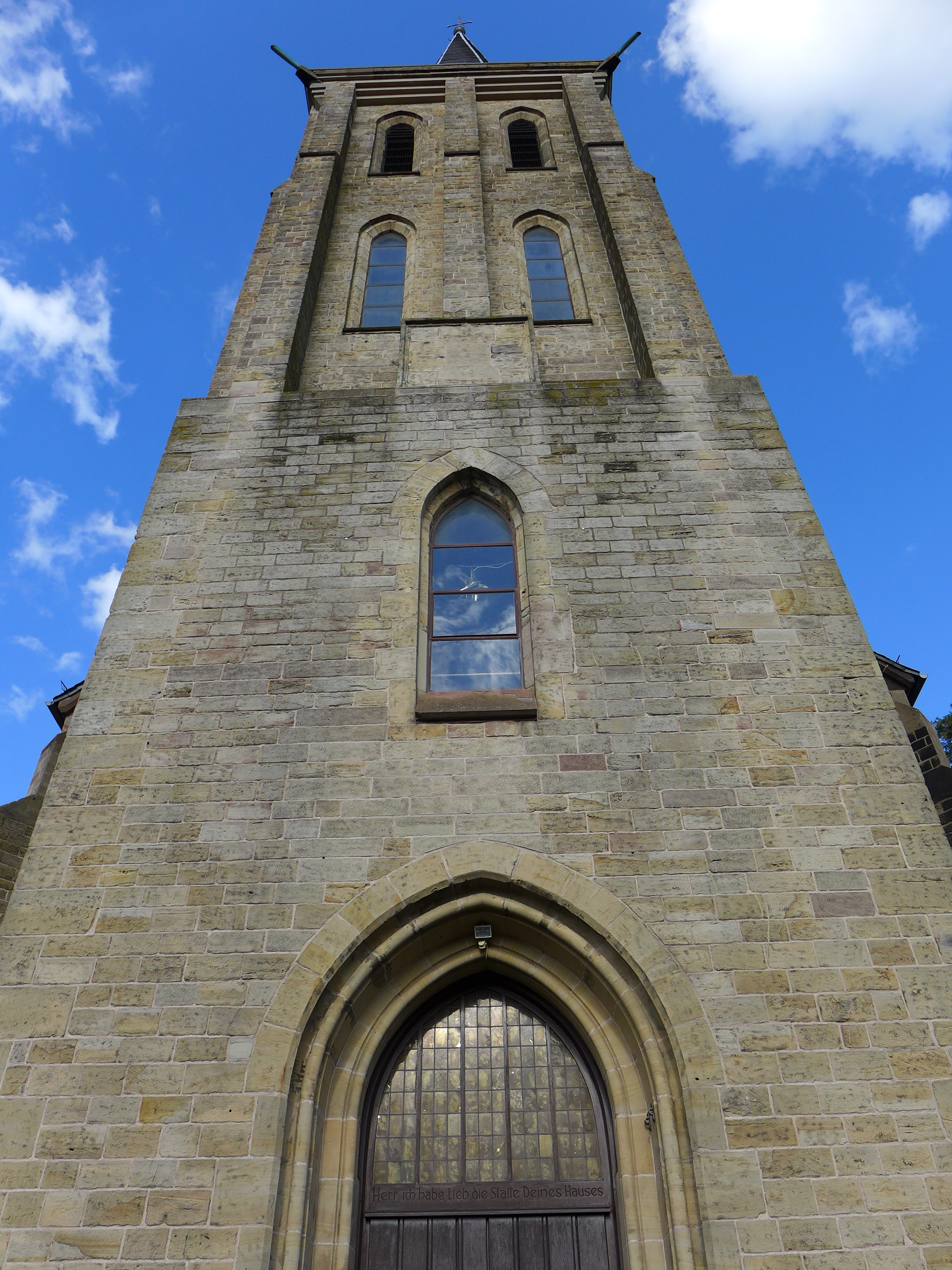
Der noch erhaltene Turm aus der Erbauungszeit

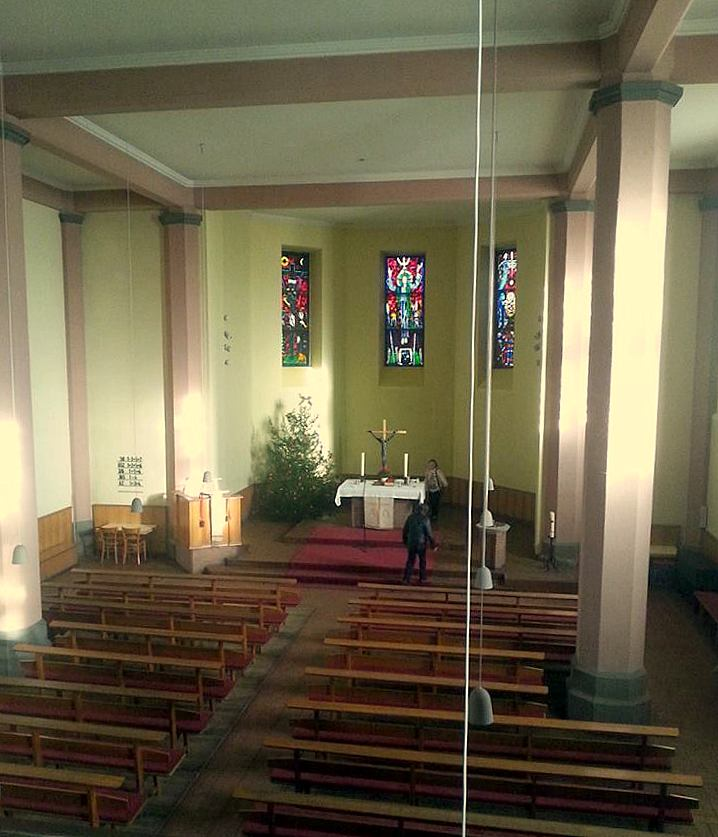
Blick in den Altarraum

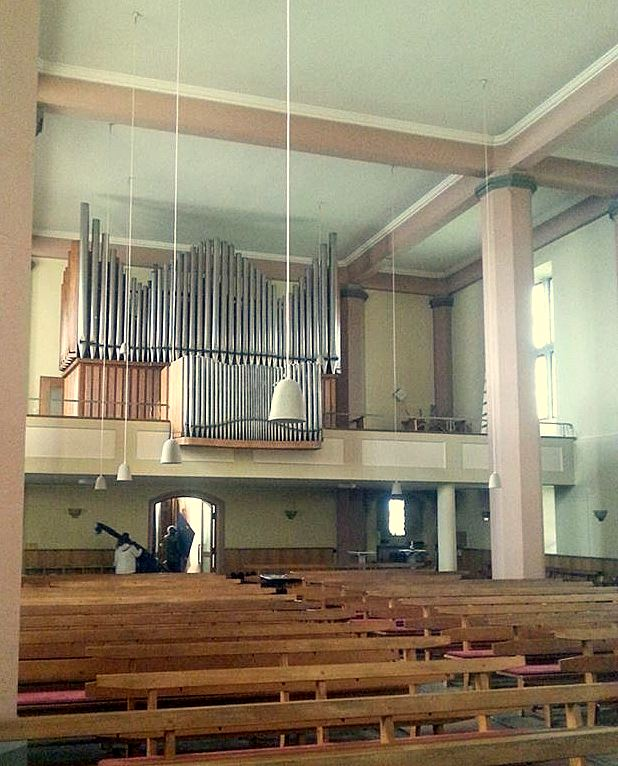
Orgelempore auf der Westseite

Die Evangelische Kirche Malstatt im Saarbrücker Ortsteil Malstatt ist eine ehemalige Kirche der Kirchengemeinde Malstatt im Kirchenkreis Saar-West der Evangelischen Kirche im Rheinland. Sie steht als Einzeldenkmal unter Denkmalschutz.
Am 25. Mai 2025 wurde die Kirche in einem Gottesdienst entwidmet.

## Geschichte
Die erste Kirche in Malstatt stammte noch aus romanischer Zeit und wurde im Dreißigjährigen Krieg zerstört. 1732 errichtete man einen rechteckigen Saalbau. Um 1865 war dieser als baufällig nicht mehr nutzbar. Man riss das Kirchengebäude 1868 ab und ersetzte es bis 1870 durch eine neugotische Hallenkirche nach Plänen des Trierer Architekten Friedrich Seyffart(h). Als Vorlage zu den Plänen soll eine Skizze von Friedrich August Stüler gedient haben. Der Saarbrücker Stadtbaumeister Hugo Dihm übernahm die Bauleitung. Rund 31.500 Taler betrugen die Gesamtbaukosten.
Im Zweiten Weltkrieg wurde die Kirche im Juni 1942 bis auf den Turm nahezu völlig zerstört. Erst 1953/54 wurde  sie in veränderter Form durch den Architekten Rudolf Krüger wiederaufgebaut. Dabei wurde aus der Hallen- eine Saalkirche. Man baute außerdem ein Querhaus an, setzte ein Geschoss auf und veränderte die Fensteröffnungen.
Von 1996 bis 1998 wurden Mauerwerk und Turm umfassend saniert.

## Architektur
Das ursprünglich dreijochige und dreischiffige Langhaus wurde in den 1950er Jahren durch einen Saalbau ersetzt, dem nach Norden ein Querhaus angefügt wurde. Die ursprünglich spitzbogigen Fenster mit zweibahnigem Maßwerk und Paßspitze standen auf einem umlaufenden Sohlbankgesims und sind nicht mehr erhalten. Nur das Portal im Westturm ist spitzbogig geblieben und wird von einem figurlosen Gewände gerahmt. Strebepfeiler und Lisenen schmücken den Westturm mit Knickhelm in den beiden Obergeschossen, größere Eckquaderungen betonen die Ecken des Turmes im unteren Geschoss. Im Turm ist ein Vorraum erhalten mit neugotischem Gewölbe.
Der Chor mit dreiseitigem Abschluss und einem Chorjoch öffnete sich direkt zum Mittelschiff. Er war eingezogen und in der Höhe vom Mittelschiff abgesetzt. Heute ist ein fünfseitiger, eingezogener Chor mit flacher Decke vorhanden, der die Höhe des Saales aufnimmt. Nach dem Wiederaufbau wurden die Fenster einfach und hochrechteckig ausgeführt. Das Kirchenschiff wurde aufgestockt.
Der flachgedeckte Saal wird von Betonrippen getragen, die auf oktogonalen Säulen und Pilastern ruhen. An der westlichen Stirnseite wird der Eingangsbereich von einer auf zwei Rundsäulen getragenen Orgelempore überdacht.

## Ausstattung
Das Innere der Kirche ist schlicht gehalten. Die drei Fenster im Altarraum wurden 1953 von dem Saarbrücker Architekten und Glasmaler György Lehoczky geschaffen. Von ihm stammen auch die beiden kleinen Fenster im Eingangsbereich unter der Orgelempore, die 1954 entstanden. Der Bildhauer Häuser schuf das Altarkreuz, die Textil-Künstlerin Kathrin Niemeyer die Paramente auf Altar und Kanzel.

## Orgel
Die Orgel stammt aus dem Jahr 1954 und wurde von Orgelbaumeister Lotar Hintz aus Heusweiler gefertigt. Sie verfügt über eine mechanische Spiel- und Registertraktur. Die Disposition lautet:
| I Hauptwerk C–g3 |                 |       |
| 1.               | Quintade        | 16′   |
| 2.               | Prinzipal       | 8′    |
| 3.               | Rohrgedackt     | 8′    |
| 4.               | Oktave          | 4′    |
| 5.               | Spitzflöte      | 4′    |
| 6.               | Schwiegelquinte | 2 ⁄3′ |
| 7.               | Schweizerpfeife | 2′    |
| 8.               | Mixtur VI       | 2′    |
| 9.               | Scharf III      | 1⁄2′  |
| 10.              | Trompete        | 8′    |

| II Rückpositiv C–g3 |                 |       |
| 11.                 | Gedackt         | 8′    |
| 12.                 | Quintade        | 8′    |
| 13.                 | Praestant       | 4′    |
| 14.                 | Rohrflöte       | 4′    |
| 15.                 | Oktave          | 2′    |
| 16.                 | Gemsquinte      | 1 ⁄3′ |
| 17.                 | Sifflöte        | 1′    |
| 18.                 | Sesquialtera II |       |
| 19.                 | Quintcymbel V   |       |
| 20.                 | Sordun          | 16′   |
|                     | Tremulant       |       |

| Pedal C–f1 |            |     |
| 21.        | Prinzipal  | 16′ |
| 22.        | Subbaß     | 16′ |
| 23.        | Oktavbaß   | 8′  |
| 24.        | Rohrflöte  | 8′  |
| 25.        | Blockflöte | 4′  |
| 26.        | Gemspfeife | 2′  |
| 27.        | Mixtur IV  | 4′  |
| 28.        | Posaune    | 16′ |
| 29.        | Trompete   | 4′  |

- Koppeln: II/I, I/P, II/P